# Kunstschule Wandsbek
Die KW | Design Akademie (ehemals: Kunstschule Wandsbek GmbH) ist eine staatlich anerkannte freie Berufsfachschule für Kommunikationsdesign, Illustrationsdesign, Game Design und Digital Media Design mit Sitz in Hamburg und Bremen, die nach dem Bundesausbildungsförderungsgesetz (BAföG) gefördert wird. Das Studium an der Kunstschule Wandsbek entspricht den europäischen Normen einer Berufsfachschule für Design (ECTS-Standard). Gegründet wurde das Unternehmen im Jahr 1989.
Seit April 2007 existiert eine Kooperation zwischen der Kunstschule Wandsbek und verschiedenen Partnerhochschulen, die den Studierenden die Möglichkeit bietet, ein weiterführendes Studium zum Master of Arts zu absolvieren.
Mit Beginn des Wintersemesters im Oktober 2010 eröffnete die Kunstschule Wandsbek ihren zweiten Standort in Bremen mit dem Studienangebot Kommunikationsdesign. Derzeit sind über 60 Dozierende  an beiden Standorten der Kunstschule Wandsbek tätig.
Seit Juli 2023 besteht die Möglichkeit, in Kooperation mit der BA Nord den Bachelor-Abschluss zu absolvieren.
In Hamburg und Bremen werden neben Kommunikationsdesign auch Studiengänge für Illustrationsdesign und Game Creation angeboten. Im Sommer 2025 wurde die Kunstschule Wandsbek in KW | Design Akademie umbenannt, um den neuen Angeboten der Fachbereiche gerecht zu werden. Zum Oktober 2025 startet ein weiterer Studiengang: Digital Media Design in Hamburg.

## Geschichte

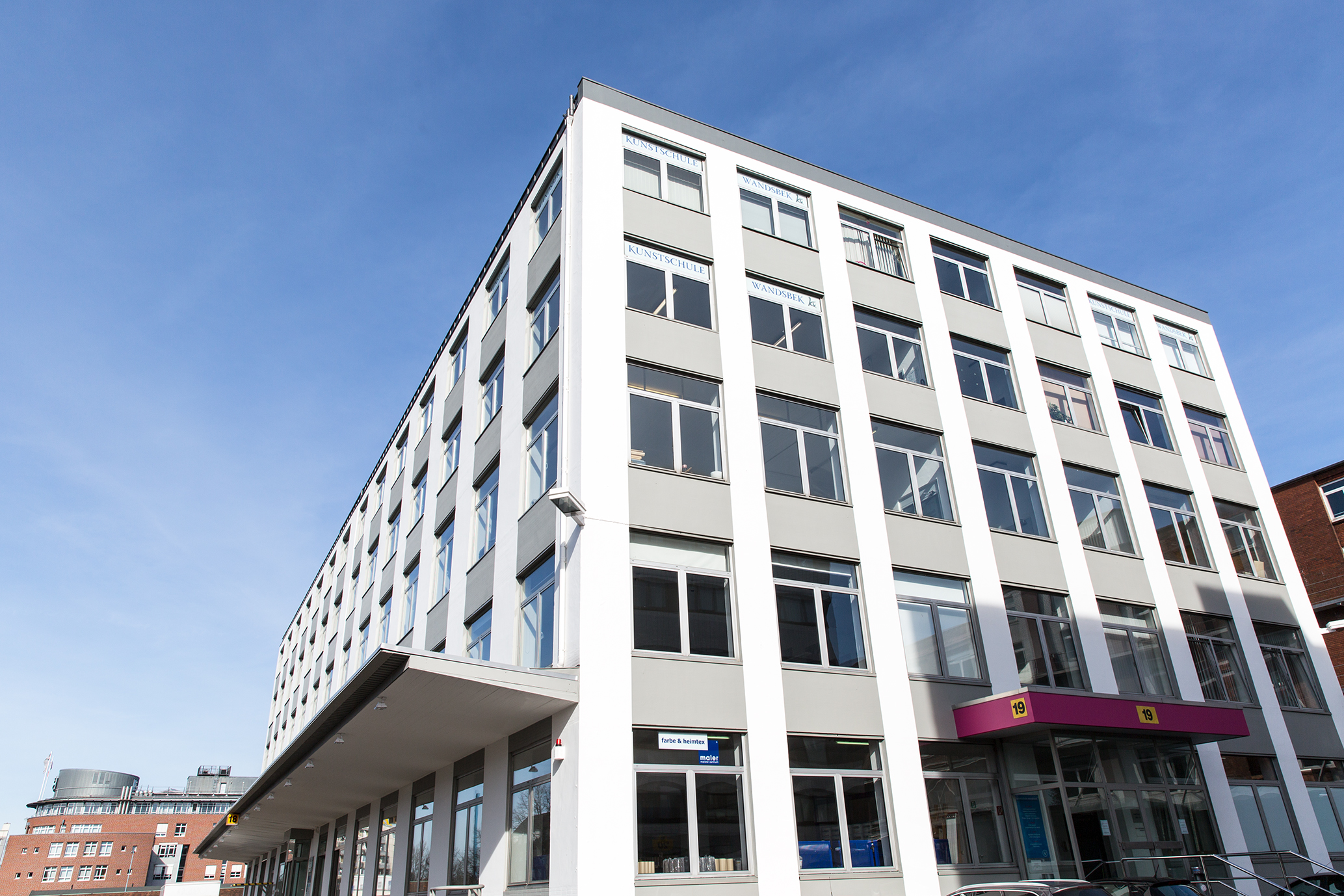

Die Bildungseinrichtung begann im April 1989 am Standort Hamburg in der Neumann-Reichardt-Straße 27–33 die Ausbildung im Bereich Kommunikationsdesign. Gegründet wurde die private Fachschule von Helge Peterson. Im Jahr 2002 erhielt die Kunstschule Wandsbek den Bildungsstatus einer staatlich anerkannten Berufsfachschule.
Ab dem Sommersemester 2007 ging die Kunstschule Wandsbek eine Kooperation mit europäischen Partnerhochschulen ein und führte für ihre Studierenden das Verfahren einer allgemeinen Leistungsbewertung nach internationalen Standards ein. Mit diesem Verfahren ermöglichte die Kunstschule Wandsbek qualifizierten Studierenden ein weiterführendes Studium zum Master of Arts an den jeweiligen Partnerhochschulen.
Im Jahr 2010 eröffnete die Kunstschule ihren zweiten Standort in Bremen und mit Beginn des Wintersemesters im Oktober 2010 nahm die Kunstschule Wandsbek Bremen den Studiengang Kommunikationsdesign auf.
Im Folgejahr 2011 startete die Kunstschule Wandsbek eine weitere Kooperation mit der australischen Hochschule Curtin University in Perth.

## Studium und Lehre
Die Kunstschule Wandsbek bietet eine zeitgemäße Ausbildung als Kommunikationsdesigner unter Berücksichtigung der marktrelevanten Anforderungen (z. B. KI) und mit modernster Ausstattung an. Im Studiengang Kommunikationsdesign besteht neben der staatlichen Anerkennung auch die Möglichkeit des Schüler-BAföG-Bezugs.
Im Grundstudium werden die Grundlagen der Gestaltung und des Layouts vermittelt sowie eine Einführung in verschiedene Zeichentechniken. Im anschließenden Hauptstudium werden die im Grundstudium erlernten Grundlagen vertieft und neue Inhalte aus den Bereichen Fotografie, Multimedia, Redaktion und Artdirection vermittelt.

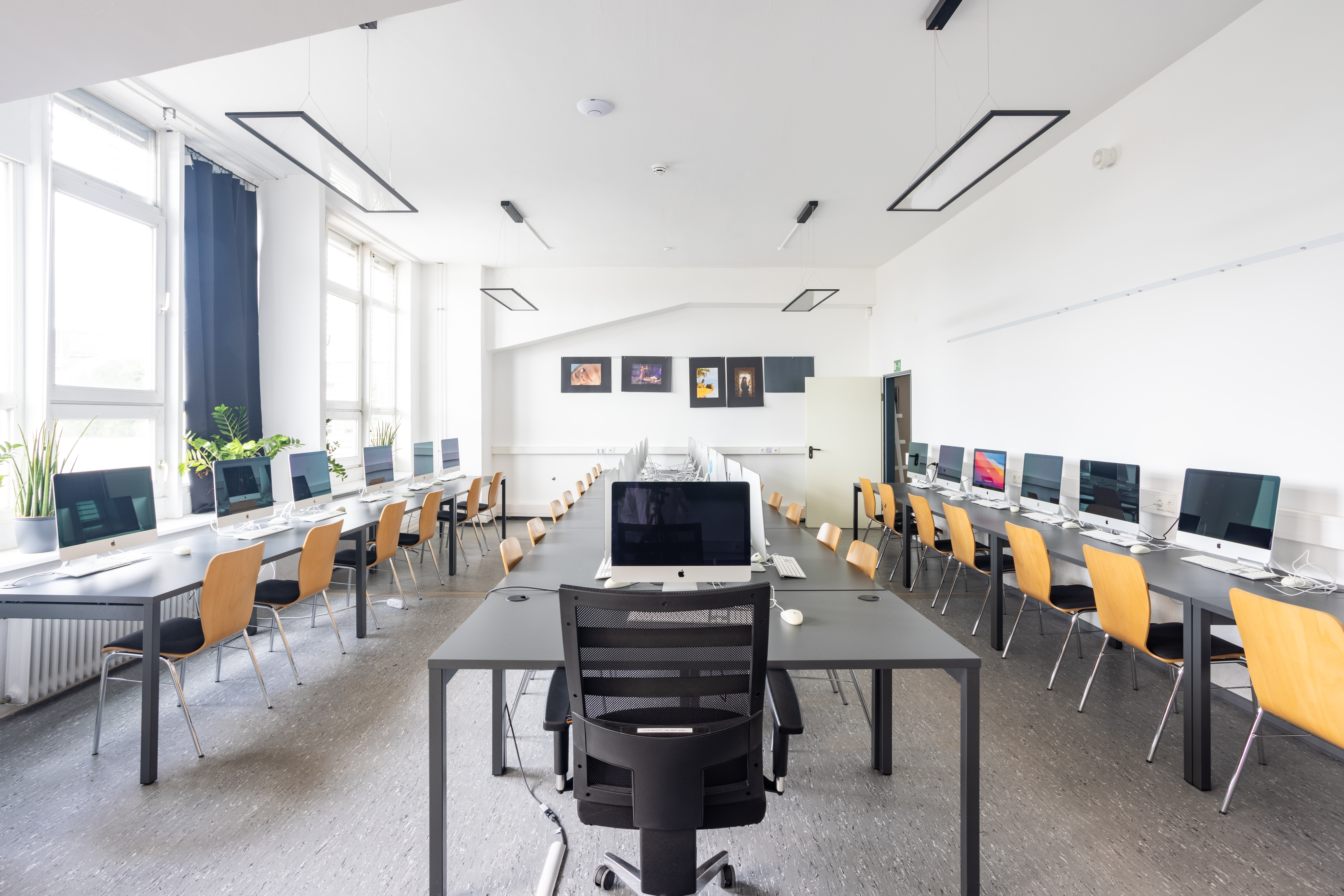
Computerraum der Kunstschule Wandsbek

## Dozenten
Die Kunstschule Wandsbek arbeitet mit freiberuflichen Experten, Führungskräften, Inhabern aus der Praxis. Alle Dozenten sind gestandene Persönlichkeiten aus der Agentur- und Medienlandschaft in Hamburg, Bremen und Berlin. Sie bilden durch ihr Know-how und ihre fortwährende Tätigkeit in Agenturen, Verlagen, Designbüros zeitgemäß und angewandt mit Beispielen aus der Praxis aus.
Die Kunstschule Wandsbek kooperiert auch mit namhaften Künstlern und Kunstschaffenden. Besonders hervorzuheben ist die Ehrendozentur des Entertainers, Künstlers und Musikers: Otto Waalkes. Er ermöglichte ein bemerkenswertes Kunst-Projekt, das Global Gate von Otto, initiiert von Kunstkurator Marcus Schäfer. Hierbei hatten Studierende die einzigartige Gelegenheit, Animationen (Motion Graphics) auf Werken Otto Waalkes zu erstellen, die dann animiert projiziert wurden. Diese kreative Zusammenarbeit ermöglichte den Studierenden nicht nur, ihre Fähigkeiten zu präsentieren, sondern förderte auch ihr persönliches und kreatives Wachstum.

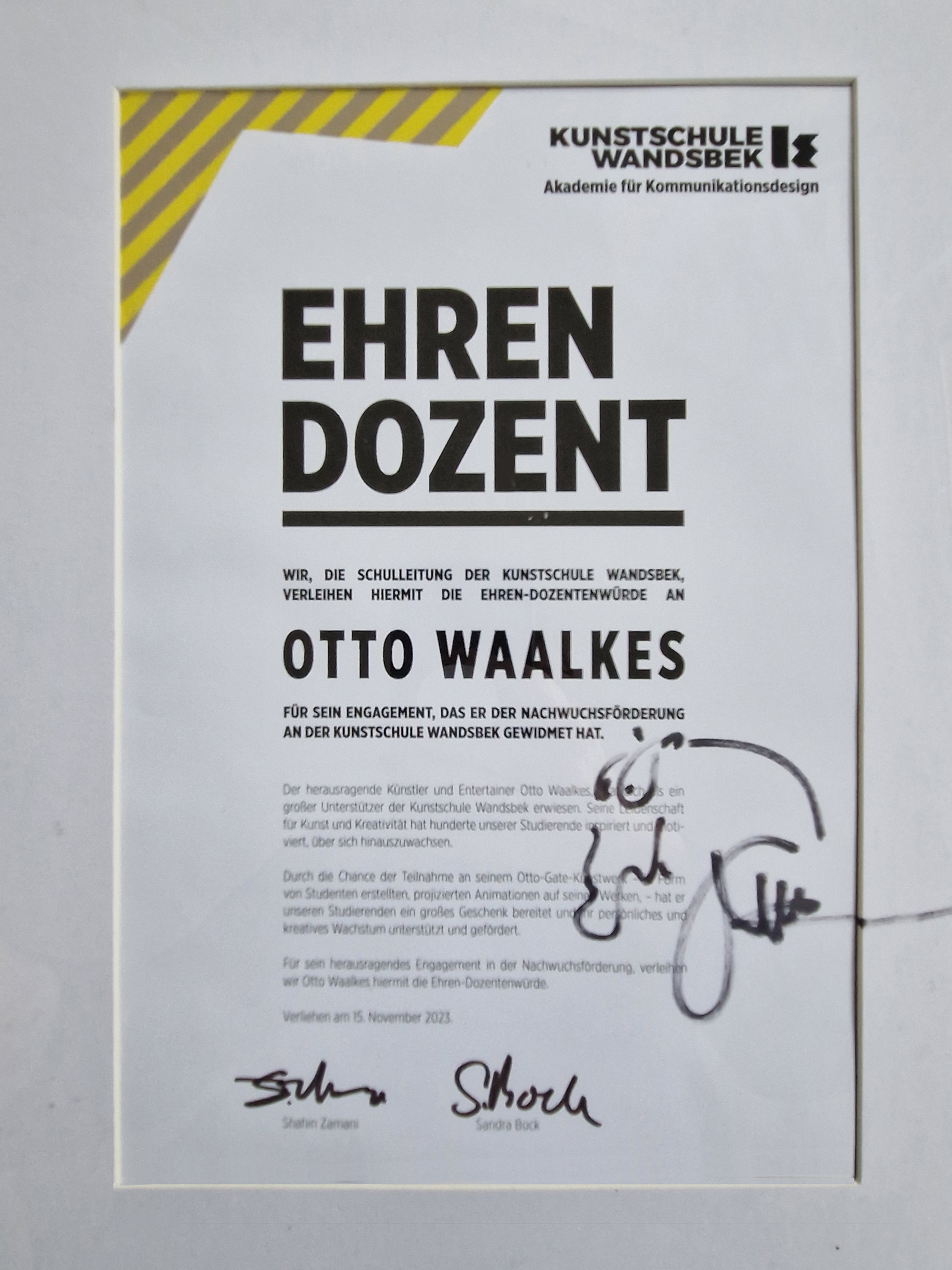

Aufgrund seines außergewöhnlichen Engagements in der Nachwuchsförderung verlieh die Kunstschule Wandsbek Otto Waalkes die Ehren-Dozentenwürde. Diese Auszeichnung würdigt seine bedeutende Rolle bei der Inspiration und Unterstützung aufstrebender Designer und Künstler sowie sein bedeutendes Vermächtnis in der Förderung von Kunst und Kreativität an der Kunstschule Wandsbek in Hamburg.

## Studenten und Alumni
- Toni Mahfud (* 1994), deutscher Influencer und als Model tätig.
- Mareike Dubbels, Art-Direktorin bei Grabarz & Partner
- Jan Christian Altmann, Künstler und Art-Director bei Kolle Rebbe
- Christoph Szumny, Copywriter bei BBDO Proximity
- Catharina Franz, Senior Art-Directorin bei pacoon GmbH
- Michèle Ebert, Senior Art Director, YOU
- Karolina Waal, Senior Art Director, girlpunk
- Annemarie Tietjen, Senior Acquisition Manager, Ogilvy
- André Sternberg, Head of Creation, Executive Creative Director, Scholz & Friends
- Victoria Salein, Senior Art Director, Serviceplan
- David Klaws, Creative Director & Cofounder, MAYD Content
- Tobias Tiedchen, Founder Atelier Tiedchen
- Sarah Salcedo Silva, Head of Design, About You
- Thabea von Freier, Designerin bei Studio Oeding
- Simon Merz, Senior AD, Peter Schmidt Group
- Jan-Henrik Hahn, Senior Designer Eiga-Design
- Mareike Harder, Senior Art Director, Agentur Jung

## Partnerhochschulen
- Curtin University in Perth, Australien
- University of Wolverhampton, Großbritannien
- University of Bradford, Großbritannien
- SACI, Studio Arts College International in Florenz, Italien
- Universität Jyväskylä, Finnland
- New Design University St. Pölten, Österreich
- Sandberg Institute in Amsterdam, Niederlande
- The SDGS, Sustainable Design School in Nizza, Frankreich